# Jewgenija Stanislawowna Burdina
Jewgenija Stanislawowna Burdina (russisch Евгения Станиславовна Бурдина; englische Schreibweise Evgeniya Burdina; * 17. Januar 2001) ist eine russische Tennisspielerin.

## Karriere
Burdina spielt vor allem bei Turnieren der ITF Women’s World Tennis Tour, wo sie einen Titel im Einzel und fünf im Doppel gewinnen konnte.

## Turniersiege

### Einzel
| Nr. | Datum             | Turnier | Kategorie   | Belag     | Finalgegnerin     | Ergebnis      |
| --- | ----------------- | ------- | ----------- | --------- | ----------------- | ------------- |
| 1.  | 16. Dezember 2018 | Antalya | ITF $15.000 | Hartplatz | Vlada Ekshibarova | 6:4, 3:6, 7:5 |

### Doppel
| Nr. | Datum             | Turnier             | Kategorie | Belag     | Partnerin               | Finalgegnerinnen                             | Ergebnis          |
| --- | ----------------- | ------------------- | --------- | --------- | ----------------------- | -------------------------------------------- | ----------------- |
| 1.  | 12. August 2023   | Tiflis              | ITF W15   | Hartplatz | Kristiana Sidorowa      | Anastassija Poplawska Anastassija Suchotina  | 7:65, 7:5         |
| 2.  | 25. November 2023 | Scharm asch-Schaich | ITF W15   | Hartplatz | Nina Rudjukowa          | Mariam Atia Lilli Tagger                     | 5:7, 6:4, [10:6]  |
| 3.  | 3. August 2024    | Kuršumlijska Banja  | ITF W15   | Sand      | Draginja Vuković        | Rose Marie Nijkamp Isis Louise van den Broek | walkover          |
| 4.  | 8. März 2025      | Scharm asch-Schaich | ITF W15   | Hartplatz | Arina Arifullina        | Inês Murta Franziska Sziedat                 | 7:64, 1:6, [10:8] |
| 5.  | 28. Juni 2025     | Hongkong            | ITF W15   | Hartplatz | Anastassija Gretschkina | Jeong Bo-young Tian Fangran                  | 6:2, 6:2          |